# Okres Zlín
Okres Zlín (v letech 1949–1990 okres Gottwaldov, SPZ GT a GV) je okres ve Zlínském kraji. Jeho dřívějším sídlem bylo město Zlín. Od 1. ledna 1949 do 17. června 1990 se jednalo o okres Gottwaldov, jehož centrem byl Zlín přejmenovaný na Gottwaldov (toto jméno neslo město Zlín do konce roku 1989).
V rámci kraje sousedí na severu s okresem Vsetín, na západě s okresem Kroměříž a na jihu s okresem Uherské Hradiště. Z jihovýchodu je okres vymezen státní hranicí se Slovenskem.

## Největší města
| Název města       | Počet obyvatel (2024) |
| ----------------- | --------------------- |
| Zlín              | 74 255                |
| Otrokovice        | 17 597                |
| Napajedla         | 7 172                 |
| Slavičín          | 6 224                 |
| Brumov-Bylnice    | 5 424                 |
| Luhačovice        | 5 087                 |
| Valašské Klobouky | 4 880                 |

## Struktura povrchu
K 31. prosinci 2003 měl okres celkovou plochu 1 030,2 km², z toho:
- 46,23 % zemědělských pozemků, které z 55,85 % tvoří orná půda (82,78 % rozlohy okresu)
- 53,77 % ostatní pozemky, z toho 78,55 % lesy (42,24 % rozlohy okresu)

## Demografické údaje
Data k 30. červnu 2005:
| Popis          | Celkem  | Ženy           | Muži           |
| -------------- | ------- | -------------- | -------------- |
| počet obyvatel | 192 994 | 99 395 51,50 % | 93 599 48,50 % |
| průměrný věk   | 39,9    | 41,6           | 38,2           |

- hustota zalidnění: 187  ob./km²
- 72,52 % obyvatel žije ve městech

### Zaměstnanost
(2003)
| Počet obyvatel se stálým zaměstnáním | 62 587    |
| Průměrný plat                        | 15 379 Kč |
| Nezaměstnaných                       | 9 923     |
| Míra nezaměstnanosti                 | 9,99 %    |

### Školství
(2003)
| Druh školy                     | Počet škol |
| ------------------------------ | ---------- |
| Mateřské školy                 | 88         |
| Základní školy                 | 68         |
| Gymnázia                       | 5          |
| Střední školy průmyslové školy | 14         |
| Střední odborná učiliště       | 8          |
| Vyšší odborné školy            | 4          |

### Zdravotnictví
(2003)
| Lékaři                          | 732 |
| Nemocnice                       | 4   |
| Specializovaná léčebná zařízení | 1   |
| Zubní lékaři                    | 113 |
| Lékárny                         | 36  |

## Silniční doprava
Okresem prochází dálnice D55 a silnice I. třídy I/49, I/55, I/57 a I/69.
Silnice II. třídy jsou II/367, II/438, II/489, II/490, II/491, II/492, II/493, II/494, II/495, II/496 a II/497.

## Železniční doprava
Okresem prochází železniční tratě : Přerov–Břeclav, Otrokovice–Vizovice, Újezdec u Luhačovic – Luhačovice, Vlárská dráha.

## Seznam obcí a jejich částí
Města jsou uvedena tučně, městyse kurzívou, části obcí malince.
Bělov •
Biskupice •
Bohuslavice nad Vláří •
Bohuslavice u Zlína •
Bratřejov •
Brumov-Bylnice (Brumov • Bylnice • Sidonie • Svatý Štěpán) •
Březnice •
Březová •
Březůvky •
Dešná •
Dobrkovice •
Dolní Lhota •
Doubravy •
Drnovice •
Držková •
Fryšták (Dolní Ves • Horní Ves • Vítová) •
Halenkovice •
Haluzice •
Horní Lhota •
Hostišová •
Hrobice •
Hřivínův Újezd •
Hvozdná •
Jasenná •
Jestřabí •
Kaňovice •
Karlovice •
Kašava •
Kelníky •
Komárov •
Křekov •
Lhota •
Lhotsko •
Lípa •
Lipová •
Loučka •
Ludkovice (Pradlisko) •
Luhačovice (Kladná Žilín • Polichno • Řetechov) •
Lukov •
Lukoveček •
Lutonina •
Machová •
Mysločovice •
Napajedla •
Návojná •
Nedašov •
Nedašova Lhota •
Neubuz •
Oldřichovice •
Ostrata •
Otrokovice (Kvítkovice) •
Petrůvka •
Podhradí •
Podkopná Lhota •
Pohořelice •
Poteč •
Pozlovice •
Provodov •
Racková •
Rokytnice (Kochavec) •
Rudimov •
Sazovice •
Sehradice •
Slavičín (Divnice • Hrádek na Vlárské dráze • Nevšová) •
Slopné •
Slušovice •
Spytihněv •
Šanov •
Šarovy •
Štítná nad Vláří-Popov (Popov • Štítná nad Vláří) •
Študlov •
Tečovice •
Tichov •
Tlumačov •
Trnava •
Ublo •
Újezd •
Valašské Klobouky (Lipina • Mirošov • Smolina • Valašské Klobouky)  •
Valašské Příkazy •
Velký Ořechov •
Veselá •
Vizovice (Chrastěšov) •
Vlachova Lhota •
Vlachovice (Vrbětice) •
Vlčková •
Všemina •
Vysoké Pole •
Zádveřice-Raková (Raková • Zádveřice) •
Zlín (Chlum • Jaroslavice • Klečůvka • Kostelec • Kudlov • Lhotka • Louky • Lužkovice • Malenovice • Mladcová • Prštné • Příluky • Salaš • Štípa • Velíková • Zlín)  •
Želechovice nad Dřevnicí •
Žlutava
Na začátku roku 2021 se součástí okresu Zlín staly obce Študlov a Valašské Příkazy, které do konce roku 2020 spadaly do okresu Vsetín.

## Seznam správních obvodů obcí s rozšířenou působností
Okres se skládá z pěti správních obvodů obcí s rozšířenou působností:
- Zlín
- Luhačovice
- Otrokovice
- Vizovice
- Valašské Klobouky

## Řeky
- Morava
- Dřevnice
- Šťávnice
- Březnice
- Vlára